# 太原保卫战 (宋朝)
太原保卫战，1125年（宋徽宗宣和七年、金太宗天会三年）至1126年（宋钦宗靖康元年、天会四年），宋金战争中，宋军在太原抵抗金军，最终失败的作战。
1125年二月，金朝灭辽朝后，得知北宋政治腐败，内部空虚，决计大举攻打宋朝，夺取中原。十月，金太宗发十余万，分两路攻宋。东路军以完颜宗望为都统，完颜阇母为副，由平州（今河北省卢龙县）出发，攻河北诸地；西路军由左副元帅完颜宗翰率领，自云中府（今山西省大同市）出发，攻河东（治太原，今山西省太原市南晋源镇）等地，企图分进合击，会攻东京（今河南省开封市）灭亡北宋。十二月，完颜宗翰率军连克朔州、武州（今山西省神池县）、代州（今山西省代县）、等州，进抵太原。十二月中旬，击败宋将折可求、刘光世所率四万援军，进围太原，攻城月余未下，于是长久围困。1126年正月，金东路军长驱直抵东京开封府。二月，完颜宗翰命部将完颜银术可率一部兵力继续围困太原，自率主力南下。宋廷急命姚古为制置使，统兵增援太原。三月，金东路军逼迫宋朝割让太原、中山、河间三镇后，撤军北还。完颜宗翰以知太原府张孝纯不受割让太原诏书为由，留银术可率部继续围攻，自己回到云中府。五月，为解太原之围，宋诏种师中率军与姚古军犄角进援。种师中至平定军（今山西省平定县），相继收复寿阳、榆次后，宋军至寿阳石坑（今山西省寿阳县东南），被金军袭击，五战三胜，屯驻杀熊岭（今山西省寿阳县西南）。姚古率军至威胜军（今山西省沁县），听说完颜宗翰将至，畏敌不前。种师军孤军奋战，陷入重围，负伤力战而死。金军在盘陀（今山西省祁县东南）击败姚古军，姚古退守隆德府（今山西省长治市）。八月，金以宋朝没有能践约割地为由，再次分兵两路大举攻宋。宋廷急使求金缓兵，同时，命李纲为河北、河东路宣抚使率军援救太原。李纲派解潜屯威胜军，劉韐屯辽州（今山西省左权县），折可求屯汾州（今山西省汾阳市），范琮屯南北关（今山西省吕梁市境内），相约三道并进。因各军不为李纲所统辖，互不协调，被金军各个击破，丧师数万。九月初，金军集兵攻太原，张孝纯、副都总管王禀率军坚守，多次击退金军的进攻，因外无救兵，内无粮草，被金兵攻破，王禀投河而死，张孝纯救俘。太原终为金兵攻破。